# Montjean-sur-Loire
Montjean-sur-Loire är en kommun i departementet Maine-et-Loire i regionen Pays de la Loire i nordvästra Frankrike. Kommunen ligger i kantonen Saint-Florent-le-Vieil som tillhör arrondissementet Cholet. År 2018 hade Montjean-sur-Loire 3 065 invånare.

## Befolkningsutveckling
Antalet invånare i kommunen Montjean-sur-Loire
| Referens: INSEE |